# Scott Patterson
Scott Gordon Patterson (Philadelphia, 1958. szeptember 11. –) amerikai színész és zenész. Legismertebb szerepe Luke Danes a Szívek szállodájából, illetve Peter Strahm a Fűrész-filmekből. Emellett Michael Buchanan szerepét játszotta az NBC The Event című drámasorozatában, és tenctoni idegen parancsnokként szerepelt az Alien Nation: Dark Horizon című tévéfilmben.

## Élete
1958. szeptember 11-én született Philadelphiában, Hope Gordon (1928–2008) és Francis Ford Patterson IV (1925–2013) gyermekeként. Szülei 1974-ben elváltak.
Első együttesét harmadik osztályos korában alapította meg, "The Unknowns" névvel. Mindössze két dalt játszottak, a Back in the U.S.S.R.-t és az (I'm Not Your) Steppin' Stone-t. A középiskolai érettségi után feloszlottak.
A New Jersey-i Haddonfieldben nőtt fel, és a Haddonfield Memorial High School tanulója volt. 1977-ben érettségizett.

## Magánélete
2001-ben ismerkedett meg feleségével, Kristine Saryannal. 2014-ben házasodtak össze, és ugyanebben az évben született meg a gyermekük.